# Pere Egidi Fontseca
Pere Egidi Fontseca, en castellà Pedro Egidio Fontseca (segle xviii) fou un mestre de capella català.

## Obres
Totes les obres a continació es troben en acceptable estat en forma de còpia manuscrita de la primera meitat del segle xviii.
Completas a 7; Filiae Jerusalem, Mot., 8V, E:Bc; Misa, 8V, ac; Missa a 8 4º tono de Egidio Fontseca llamada Missa La, Sol, Fa, Mi; Nolite flere, 8V, E:Bc; O sacrum convivium a 8 de P. Egidio, Mot, falta el ac. cont, E:bc; Villancico a 8 de Sacramento Oy cuerpo de dios os dan de Egidio, 8V, ac.